# 鱼尾狮公园

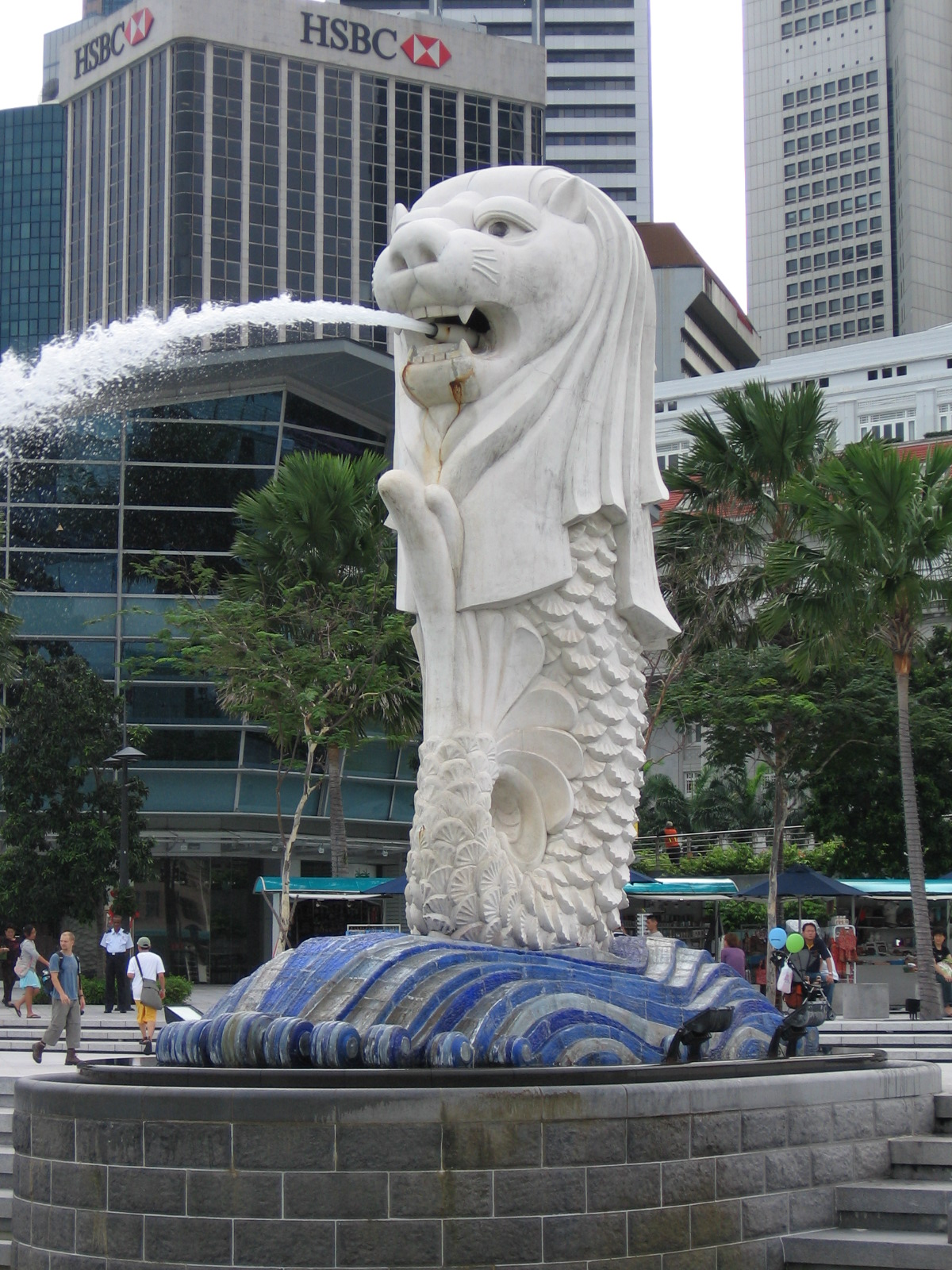
魚尾獅公園

鱼尾狮公园（英語：Merlion Park）是新加坡面积最小的公园，位于富麗敦酒店旁，占地面0.25公顷，有1条露天台，方便游客可走上魚尾獅前面拍照。

## 历史
魚尾獅（Merlion）是一種虚构的魚身獅頭的動物。它於1964年由當時的Van Kleef水族館館長Fraser Brunner先生所設計的。2年後被新旅局採用作為標誌，一直用到1997年。而這期間，魚尾獅已成為新加坡的代表，如同法國的巴黎鐵塔或美國的自由女神像。
獅頭的靈感來自關於新加坡的一傳說。根據《馬来记年》的記載，公元11世紀時一位來自三佛齊，名叫聖尼羅烏達瑪的王子在前往麻六甲的途中來到了新加坡。他一登陸就看到一隻神奇的野獸，隨從告訴他那是一隻獅。他於是為新加坡取名「新加坡拉」（Singapura，在梵文中意即「獅城」）。而魚尾則是因為新加坡島，她的一切都跟海相關。
新加坡全境共有七座魚尾獅雕像，最著名的一大一小兩座位於現在的魚尾獅公園內。然而位於聖淘沙的其中一座「魚尾獅塔」則預計於2019年10月21日拆除，將改建為400公尺高空走廊直通海灘，400公尺高空走廊直通海灘預計於2022年完工。

## 开放时间
- 全天候